# Thềm biển

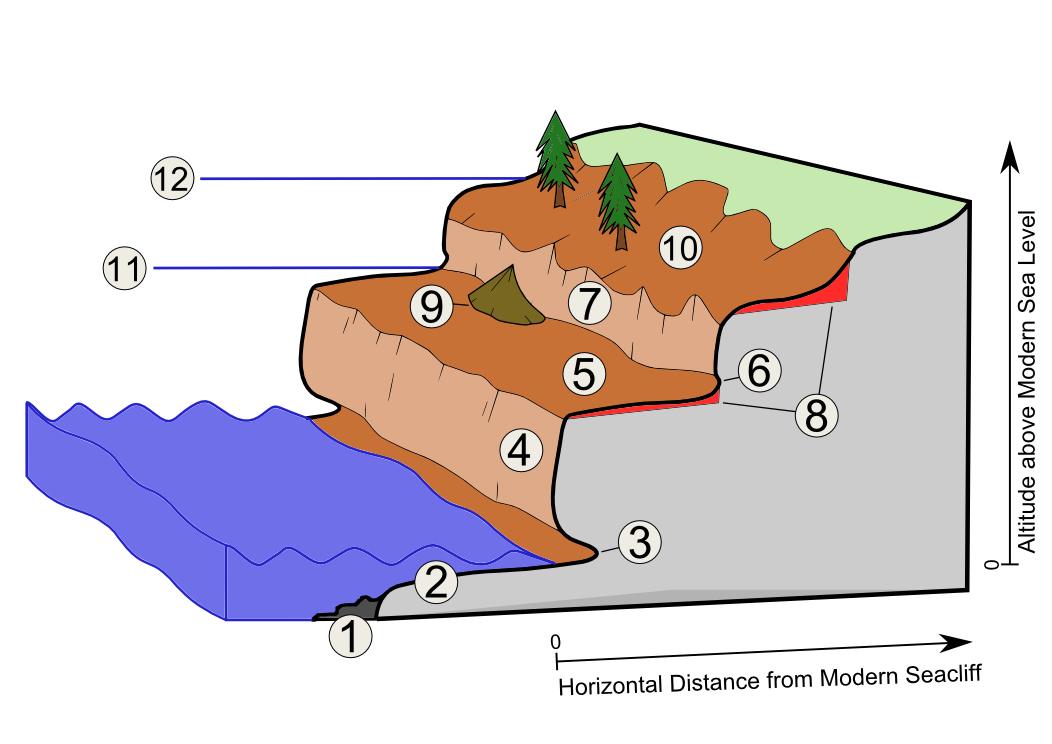
Thứ tự các thềm biển xâm thực đặc trưng. 1) vách đá dưới triều cùng tích tụ, 2) bờ đang bị xâm thực, 3) hốc/rìa xâm thực, 4) vách đá đang bị xâm thực, 5) bề mặt xâm thực cổ, 6) hốc xâm thực cổ, 7) vách đá xâm thực trong biển cổ, 8) thềm bị phủ bởi trầm tích biển, lở tích, 9) quạt bồi tích, 10) vách đá và bề mặt đang bị phá hủy, 11) mực nước biển cổ I, 12) mực nước biển cổ II. - tổng hợp theo nhiều tác giả

Thềm biển là một bề mặt tương đối bằng phẳng, nằm ngang và hơi nghiêng được hình thành từ các quá trình động lực của biển, hầu hết chúng là một bề mặt bóc mòn sau đó được nâng lên khỏi tác động của sóng. Do dó, bề mặt này có thể nằm cao hơn hoặc dưới mực nước biển hiện tại, tùy thuộc vào thời gian nó hình thành. Bao quanh nó là một sườn dốc hơn về phía đất liền và một sườn dốc hơn thấp dần về phía biển. Do tính chất bằng phẳng, nó thường được con người dùng làm nơi định cư.